# Saison 2022-2023 du Havre Athletic Club
Maillots
Dernière mise à jour : 15 juin 2023.
Chronologie
Saison précédente Saison suivante
La saison 2022-2023 du Havre Athletic Club est la quarante-sixième saison du club Havrais en championnat de France de Ligue 2 et la quinzième saison consécutive dans ce championnat.
Les Havrais participent également à la Coupe de France effectuant une brève aventure, avec l'élimination dès leur entrée dans cette dernière par l'US Alençon.
L'équipe est dirigée depuis 20 juin 2022 par l'entraineur Slovène Luka Elsner, arrivé lors du mercato estival en remplacement de Paul Le Guen qui est renvoyé à cette même date.
L'actionnaire du club Vincent Volpe qui est alors aussi président du club décide d'une restructuration du club par la délégation du mandat de président du club à Jean-Michel Roussier, ancien président de l'Olympique de Marseille (1995-1999) et de l'AS Nancy-Lorraine (2018-2020). Il nomme par la suite Mathieu Bodmer, ancien joueur professionnel de Ligue 1 et Ligue 2, au poste de directeur sportif, Mohamed El Kharraze est nommé responsable des actions de recrutement du club sous la responsabilité de Mathieu Bodmer. Julien Momont est quant à lui nommé au poste d'analyste du jeu, secondé par Clément Gonin, ancien analyste de données du Paris Saint-Germain,.

## Transferts

### Transferts estivaux
Le début de mercato est marqué par de nombreux départs d'importance. Le joueur le plus capé de l'histoire du club, Alexandre Bonnet, rejoint le voisin Quevilly Rouen Métropole après treize saisons passées au club. Jean-Pascal Fontaine quitte également le HAC après quinze années en professionnel et retrouve son club formateur, la JS Saint-Pierroise. Également en fin de contrat, des joueurs tels que Pierre Gibaud et Ayman Ben Mohamed quitte la Normandie tandis que Yahia Fofana et Himad Abdelli signent librement au Angers SCO. Du côté des transferts payants, les jeunes prometteurs Saël Kumbedi, Isaak Touré rejoignent la Ligue 1, respectivement l'Olympique lyonnais et l'Olympique de Marseille. Amir Richardson signe à Reims mais reste au Havre en prêt, Abdoullah Ba signe quant à lui à Sunderland. Enfin, le défenseur central Fernand Mayembo rejoint l'AC Ajaccio. Pape Ibnou Ba est prêté du côté du Pau FC. Arrivés en fin de prêt, Matthis Abline, Thierno Baldé et Ismaël Boura retrouvent leurs clubs respectifs.
Ces nombreux départs entraînents de nombreuses arrivées. Le jeune Djamal Moussadek arrive librement du Mans FC avant que la nouvelle direction ne prenne ses fonctions. Le Havre ayant peu de moyens financiers, d'autres joueurs en fin de contrat sont recrutés : Christopher Operi arrive de La Gantoise, Gautier Lloris de l'AJ Auxerre et Zakaria Diallo du NorthEast United en Inde. Le club mise également sur des joueurs plus ou moins expérimentés, avec les arrivées d'Arthur Desmas du Clermont Foot, Yann Kitala du FC Sochaux-Montbéliard, Oualid El Hajjam de l'ESTAC Troyes et Aloïs Confais de l'Olympiakos Nicosie. Le jeune Salifou Soumah rejoint le club librement en provenance du SC Bastia. L'effectif est complété par les arrivées en prêt de Cheick Oumar Diakité du Paris FC et de Terence Kongolo du Fulham FC.
Zakaria Diallo quitte le club en octobre 2022 pour raisons personnelles.

### Transferts hivernaux
Le mercato d'hiver voit l'arrivée de quatre nouveaux joueurs : Samuel Grandsir arrive en provenance de la MLS et du Los Angeles Galaxy. Les Marocains Oussama Targhalline et Nassim Chadli rejoignent le club respectivement depuis l'Olympique de Marseille et de l'ESTAC Troyes. Le prometteur Étienne Youté Kinkoué de l'Olympiakos signe quant à lui un contrat de deux ans et demi avec Le Havre.
Le jeune Ylan Gomes est prêté en National, au Paris 13 Atletico.

## Effectif professionnel
Le tableau suivant dresse la liste des joueurs faisant partie de l'effectif havrais pour la saison 2022-2023.

### Joueurs prêtés
Pape Ibnou Ba dispute son premier match de la saison 2022-2023 sous les couleurs du HAC lors du match aller face au Pau FC, à qui il est finalement prêté en septembre 2022. Blessé lors de la préparation de début de saison, le club fait ce choix afin qu'il retrouve du temps de jeu ainsi que son niveau. Il inscrit un but avant la trêve de la Coupe du Monde dans le match opposant le Pau FC au Rodez AF.
Le jeune Ylan Gomes est prêté lors du mercato d'hiver au Paris 13 Atletico, club de National.
| Joueur        | Poste     | Club              | Division | Championnat | Championnat | Championnat | Championnat  | Championnat | Coupe nationale | Coupe nationale | Coupe nationale | Coupe nationale | Coupe nationale | Total | Total       | Total  | Total        | Total |
| Joueur        | Poste     | Club              | Division | MJ          | But inscrit | Averti      | Carton rouge | Min.        | MJ              | But inscrit     | Averti          | Carton rouge    | Min.            | MJ    | But inscrit | Averti | Carton rouge | Min.  |
| ------------- | --------- | ----------------- | -------- | ----------- | ----------- | ----------- | ------------ | ----------- | --------------- | --------------- | --------------- | --------------- | --------------- | ----- | ----------- | ------ | ------------ | ----- |
| Pape Ibnou Ba | Attaquant | Pau FC            | Ligue 2  | 8           | 1           | 0           | 0            | 440         | 1               | 0               | 0               | 0               | 30              | 9     | 1           | 0      | 0            | 470   |
| Ylan Gomes    | Attaquant | Paris 13 Atletico | National | 10          | 2           | 0           | 0            | 558         | 0               | 0               | 0               | 0               | 0               | 10    | 2           | 0      | 0            | 558   |

## Compétitions

### Préparation d'avant-saison
Cinq matchs amicaux sont organisés. Le bilan est de 1 victoire, 1 match nul et 3 défaites (5 buts pour, 11 buts contre).
| 1er 75 points     | Septième tour Face à l'US Alençon |
| 20V 15N 3D        | 0V 0N 1D                          |
| TOTAL: 20V 15N 4D |                                   |

### Championnat

#### Matchs amicaux durant la trêve liée à Coupe du Monde 2022
Cinq matchs amicaux sont organisés, le premier est une confrontation face à l'équipe réserve du club qui évolue avec des éléments importés des équipes de U19 et U17. La confrontation est remportée par l'équipe professionnelle (2-1). Par la suite, les havrais disposent d'une semaine de repos suivie d'un stage d'une semaine à Agadir, au Maroc. Pendant ce stage, le club a l'occasion de rencontrer l'équipe locale du Hassania Union Sport d'Agadir. Lors de cette rencontre, le HAC s'impose grâce à un coup franc direct de Quentin Cornette. A son retour du Maroc, le HAC s'incline face à l'EA Guingamp (1-2) puis se déplace dans le Pas-de-Calais pour une double confrontation face au Racing Club de Lens. La première est perdue 3-0 et la seconde se solde par un match nul (0-0).

#### Classement
| Rang | Équipe                  | Pts | J  | G  | N  | P  | Bp | Bc | Diff | Promotion ou relégation |
| ---- | ----------------------- | --- | -- | -- | -- | -- | -- | -- | ---- | ----------------------- |
| 1    | Le Havre AC             | 75  | 38 | 20 | 15 | 3  | 46 | 19 | +27  | Promotion en Ligue 1    |
| 2    | FC Metz R               | 72  | 38 | 20 | 12 | 6  | 61 | 33 | +28  | Promotion en Ligue 1    |
| 3    | Girondins de Bordeaux R | 69  | 38 | 20 | 9  | 9  | 51 | 28 | +23  |                         |
| 4    | SC Bastia               | 60  | 38 | 17 | 9  | 12 | 52 | 45 | +7   |                         |
| 5    | SM Caen                 | 59  | 38 | 16 | 11 | 11 | 52 | 43 | +9   |                         |

#### Résultats par journée
| Journée   | 01 | 02  | 03  | 04  | 05  | 06 | 07 | 08 | 09 | 10 | 11 | 12 | 13 | 14  | 15  | 16  | 17  | 18  | 19  | 20  | 21  | 22  | 23  | 24  | 25  | 26  | 27  | 28  | 29  | 30  | 31  | 32  | 33  | 34  | 35  | 36  | 37  | 38  |
| --------- | -- | --- | --- | --- | --- | -- | -- | -- | -- | -- | -- | -- | -- | --- | --- | --- | --- | --- | --- | --- | --- | --- | --- | --- | --- | --- | --- | --- | --- | --- | --- | --- | --- | --- | --- | --- | --- | --- |
| Terrain   | D  | E   | D   | E   | D   | E  | D  | E  | D  | E  | D  | E  | D  | E   | E   | D   | E   | D   | D   | E   | E   | D   | E   | D   | E   | D   | E   | D   | E   | D   | D   | D   | E   | D   | E   | D   | E   | D   |
| Résultats | N  | D   | N   | V   | N   | V  | V  | V  | V  | N  | V  | N  | V  | V   | V   | V   | N   | V   | V   | N   | V   | N   | N   | V   | N   | V   | N   | N   | V   | N   | V   | N   | V   | V   | D   | D   | N   | V   |
| Points    | 1  | 1   | 2   | 5   | 6   | 9  | 12 | 15 | 18 | 19 | 22 | 23 | 26 | 29  | 32  | 35  | 36  | 39  | 42  | 43  | 46  | 47  | 48  | 51  | 52  | 55  | 56  | 57  | 60  | 61  | 64  | 65  | 68  | 71  | 71  | 71  | 72  | 75  |
| Place     | 7e | 15e | 15e | 10e | 10e | 8e | 4e | 2e | 2e | 4e | 3e | 2e | 2e | 1er | 1er | 1er | 1er | 1er | 1er | 1er | 1er | 1er | 1er | 1er | 1er | 1er | 1er | 1er | 1er | 1er | 1er | 1er | 1er | 1er | 1er | 1er | 1er | 1er |

### Coupe de France
La Coupe de France 2022-2023 est la 106e édition de la Coupe de France, une compétition à élimination directe mettant aux prises les clubs de football amateurs et professionnels à travers la France métropolitaine et les DOM-TOM. Elle est organisée par la FFF et ses ligues régionales.

## Bilan de la saison
- Premier but de la saison : 
  -  Yassine Kechta,   21e lors de Le Havre AC - Pau FC, le 13 août 2022.
- Premier but sur penalty : 
  -  Victor Lekhal,   7e (pen.) lors de Le Havre AC - Stade Malherbe Caen, le 2 septembre 2022.
- Premier doublé : 
  -  Christopher Operi,   79e   83e lors de AS Saint-Étienne - Le Havre AC, le 20 août 2022.
- But le plus rapide d'une rencontre : 
  -  Arouna Sangante,   4e lors de FC Sochaux-Montbéliard - Le Havre AC, le 11 février 2023.
- But le plus tardif d'une rencontre : 
  -  Quentin Cornette,   90+2e lors de Le Havre AC - Nîmes Olympique, le 13 janvier 2023.
- Plus grand nombre de buts marqué contre l’adversaire : 6 buts
  - 0-6 lors de AS Saint-Étienne - Le Havre AC, le 20 août 2022.
- Plus grand nombre de buts marqué par l’adversaire : 3 buts
  - 3-3 lors de US Alençon - Le Havre AC, le 29 octobre 2022.
- Plus grand nombre de buts marqués dans une rencontre : 6 buts
  - 0-6 lors de AS Saint-Étienne - Le Havre AC, le 20 août 2022.
  - 3-3 lors de US Alençon - Le Havre AC, le 29 octobre 2022.
- Plus large victoire à domicile : 3 buts d'écart
  - 3-0 lors de Le Havre AC - SC Bastia, le 8 octobre 2022.
- Plus large défaite à domicile : 2 buts d'écart
  - 0-2 lors de Le Havre AC - Valenciennes FC, le 22 mai 2022.
- Plus large victoire en extérieur : 6 buts d'écart
  - 0-6 lors de AS Saint-Étienne - Le Havre AC, le 20 août 2022.
- Plus large défaite en extérieur : 1 but d'écart
  - 1-0 lors de Valenciennes FC - Le Havre AC, le 6 août 2022.
- Meilleur classement de la saison en Ligue 2 : 
  - 1er de la 14e à la 38e journée.
- Moins bon classement de la saison en Ligue 2 : 
  - 15e de la 3e à la 4e journée.
- Plus grande affluence à domicile : 
  - 23 561 spectateurs lors de Le Havre AC - Dijon FCO, le 2 juin 2023.
- Plus petite affluence à domicile : 
  - 4612 spectateurs lors de Le Havre AC - Pau FC, le 13 août 2022.

Mis à jour le 16 juin 2023.

## Autres équipes

### Équipe Féminine (D1)
| Rang | Équipe                | Pts | J  | G | N | P  | Bp | Bc | Diff | Qualification ou relégation |
| ---- | --------------------- | --- | -- | - | - | -- | -- | -- | ---- | --------------------------- |
| 7    | Girondins de Bordeaux | 27  | 22 | 7 | 6 | 9  | 26 | 33 | −7   |                             |
| 8    | EA Guingamp           | 24  | 22 | 7 | 3 | 12 | 20 | 41 | −21  |                             |
| 9    | Le Havre AC P         | 24  | 22 | 7 | 3 | 12 | 31 | 45 | −14  |                             |
| 10   | Dijon FCO             | 15  | 22 | 4 | 3 | 15 | 12 | 53 | −41  |                             |
| 11   | Rodez AF P            | 12  | 22 | 3 | 3 | 16 | 16 | 48 | −32  | Relégation en Division 2    |

### Équipe Réserve
| Rang                                                                     | Équipe                           | Pts | J  | G  | N | P  | Bp | Bc | Diff |
| ------------------------------------------------------------------------ | -------------------------------- | --- | -- | -- | - | -- | -- | -- | ---- |
| 3                                                                        | FC Dieppe                        | 42  | 26 | 12 | 6 | 8  | 35 | 24 | +11  |
| 4                                                                        | AS Cherbourg                     | 41  | 26 | 12 | 5 | 9  | 36 | 37 | -1   |
| 5                                                                        | Le Havre AC rés.                 | 40  | 26 | 11 | 7 | 8  | 37 | 23 | +14  |
| 6                                                                        | US Alençon                       | 39  | 26 | 10 | 9 | 7  | 49 | 32 | +17  |
| 7                                                                        | US Quevilly-Rouen Métropole rés. | 38  | 26 | 11 | 5 | 10 | 45 | 44 | +1   |
| - Promotion en National 2 2023-2024 - Relégation en Régional 1 2023-2024 |                                  |     |    |    |   |    |    |    |      |

### U19 et U17 Nationaux
| Tour | Rencontre   | Rencontre       | Rencontre     |
| ---- | ----------- | --------------- | ------------- |
| 1er  | RC Lens     | 1-2             | Le Havre AC   |
| 32e  | Le Havre AC | 1-1 (5 - 4 tab) | USL Dunkerque |
| 16e  | Amiens SC   | 1-3             | Le Havre AC   |
| 8e   | FC Nantes   | 3-2             | Le Havre AC   |

| Rang                                                                                      | Équipe          | Pts | J  | G  | N  | P  | Bp | Bc | Diff |
| ----------------------------------------------------------------------------------------- | --------------- | --- | -- | -- | -- | -- | -- | -- | ---- |
| 7                                                                                         | USL Dunkerque   | 34  | 26 | 9  | 7  | 10 | 32 | 41 | -9   |
| 8                                                                                         | SM Caen         | 33  | 26 | 9  | 6  | 11 | 38 | 48 | -10  |
| 9                                                                                         | Le Havre AC     | 33  | 26 | 8  | 10 | 8  | 43 | 35 | +8   |
| 10                                                                                        | USM Saran       | 33  | 26 | 10 | 3  | 13 | 37 | 57 | -20  |
| 11                                                                                        | Valenciennes FC | 33  | 26 | 9  | 6  | 11 | 39 | 41 | -2   |
| - Qualification en 1/4 de finale du Championnat U19 National - Relégation en Régional U18 |                 |     |    |    |    |    |    |    |      |

| Rang                                                                                      | Équipe              | Pts | J  | G  | N | P  | Bp | Bc | Diff |
| ----------------------------------------------------------------------------------------- | ------------------- | --- | -- | -- | - | -- | -- | -- | ---- |
| 1                                                                                         | Amiens SC           | 61  | 26 | 19 | 4 | 3  | 65 | 18 | +47  |
| 2                                                                                         | Le Havre AC         | 56  | 26 | 18 | 2 | 6  | 50 | 29 | +21  |
| 3                                                                                         | Paris Saint-Germain | 56  | 26 | 17 | 5 | 4  | 80 | 30 | +50  |
| 4                                                                                         | Paris FC            | 41  | 26 | 12 | 5 | 9  | 39 | 39 | 0    |
| 5                                                                                         | Montrouge FC 92     | 39  | 26 | 12 | 3 | 11 | 52 | 55 | -3   |
| - Qualification en 1/4 de finale du Championnat U17 National - Relégation en Régional U16 |                     |     |    |    |   |    |    |    |      |